# 克利尔沃特战役

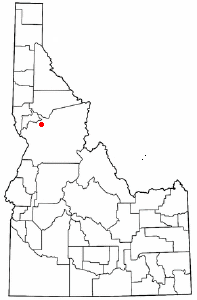
克利尔沃特战役在爱达荷的位置

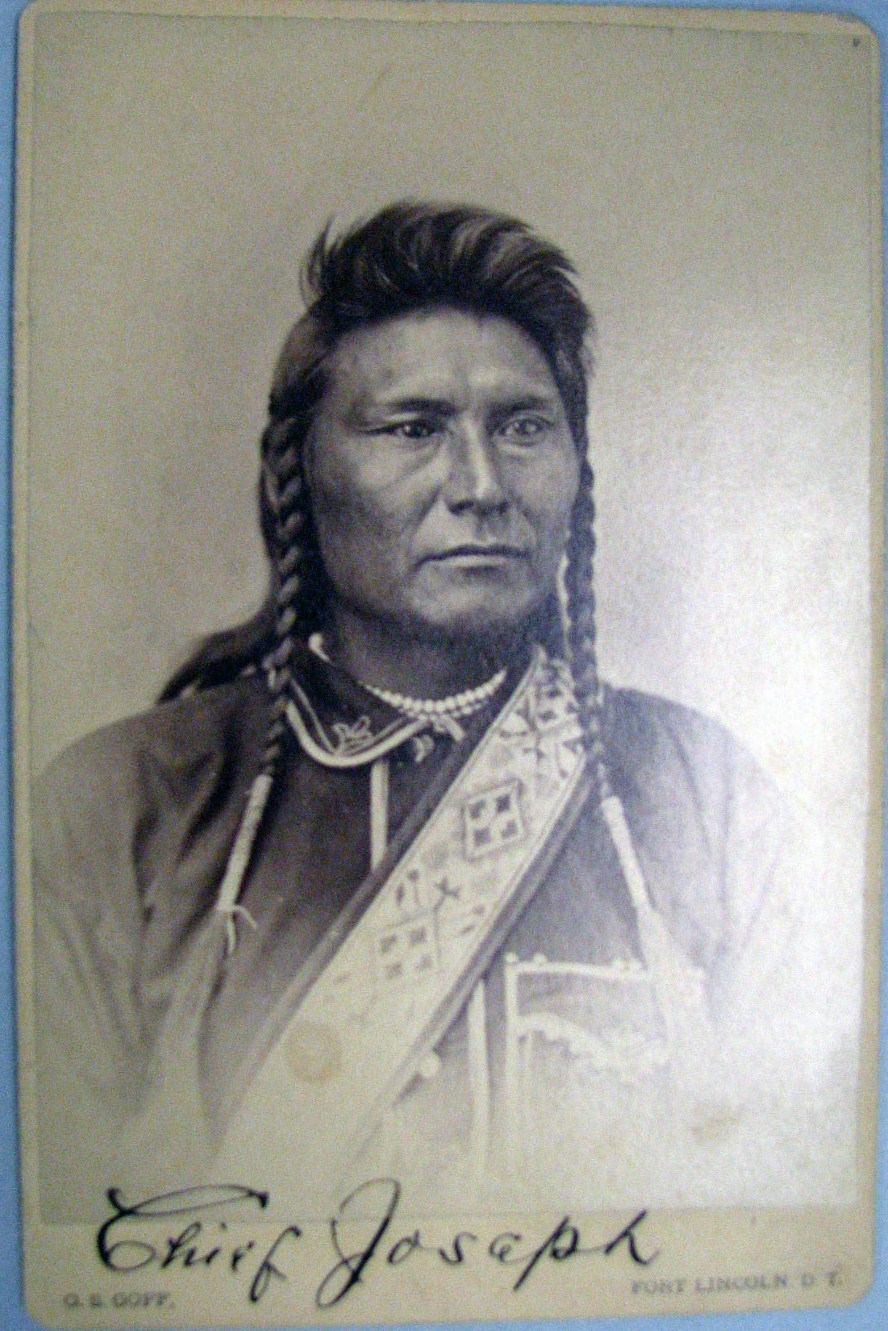
山雷酋长，内兹珀斯人首领

克利尔沃特战役（1877年7月11-12日），又称清水战役。它是山雷酋长领导下的内兹珀斯人与美国陆军之间的一场战役。奥利弗·霍华德将军领导下的军队突然袭击了一座内兹珀斯村庄。内兹珀斯人进行了反击并使士兵们遭受了重大的伤亡，但是他们也被迫丢弃这座村庄。在这场战役之后，内兹珀斯人以良好的秩序撤退并着手在霍华德将军的追击之下，通过洛洛通道穿越比特鲁特山（“苦根山”）

## 背景
美军在怀特伯德峡谷战役中被内兹珀斯人击败之后，奥利弗·奥蒂斯·霍华德将军亲自指挥起了军队。霍华德派遣一小支军队去抓捕中立的玻璃镜，但是玻璃镜和他的追随者们逃跑了并加入了山雷。
虽然被霍华德追击着，但是几天之后，山雷和600名内兹珀斯人，带着他们的2000多只牲畜，就在1877年7月3日-5日的卡顿伍德战役之中轻而易举地对付了一小股美军，并继续向东又行进了25英里。一路上，他们烧了30座大牧场和农田。那些经营者们已经逃到了附近的爱达荷山镇。那些大牧场和农场位于内兹珀斯人保留区之上，在内兹珀斯人看来它们是不合法的。在克利尔沃特河（“清水河”）的南岔流的被峭壁包围着的谷地处，他们建立了一个营地。克利尔沃特河位于今天的斯泰茨镇以北。在那里，在7月7日，玻璃镜和其他内兹珀斯人加入了他们，使他们的总人马数达到约800人，其中战士有200人。
在7月8日，爱德华·麦康维尔（Edward McConvill）率领的一个由75名平民志愿兵组成的连找到了内兹珀斯人营地并将其位置报告给了霍华德将军。内兹珀斯人在次日早晨发现了这些志愿兵并攻击了他们，迫使他们躲到一座山丘顶上并以很长的距离与对方交火。志愿兵们的水被耗尽，并且他们的马匹也被印第安人偷走了，于是将他们的山丘顶部取绰号为“悲惨堡”。一名内兹珀斯人受伤。大约在7月11日中午，志愿兵们从他们的山丘撤退到了爱达荷山。行动中没有受到阻拦。
内兹珀斯人预料霍华德和他的士兵会从东北方抵达他们的村庄，也就是和那些志愿兵们来的方向一样，但是其实将军是从南方到来。他沿着克利尔沃特河下游的南岔流东岸，经过高低不平的乡郊，向内兹珀斯人接近而来。大约在7月11日中午，霍华德发现了这座村庄，将部队沿着克利尔沃特河的两岸散布开。内兹珀斯人也许还沉浸在对他们之前的胜利的自满之中。当霍华德突然出现时，内兹珀斯人吃了一惊。
内兹珀斯人大约有200名勇士，霍华德有440名士兵，以及平民赶牲口运货者、侦察兵、传令兵及印第安人侦察兵，来与之战斗。他的这些人的总数构成了一支也许超过了600人的军队。在这些印第安人侦察兵之中，有一些人是内兹珀斯人。许多内兹珀斯人还没有加入山雷并且仍然对美国保持着友好。

## 战役
霍华德占据在山脊上，用榴弹炮和加特林枪朝下面谷地的内兹珀斯人营地开火，从而开始了这场战役。“这些的作用只是为了向那些未料想到的印第安人宣告部队的存在，以及让骑手们……在各个方向惊惶奔跑于各个山丘……[与此同时]将他们的家畜赶在一起。这些家畜之后由老印第安人和他们的妻儿们驱赶到了后面的群山里。”
老勇士羚羊和包括黄狼在内的24名内兹珀斯人，骑马来到了山脊顶部，来阻止霍华德的前进。他们建造了一座石头堡垒并开始朝士兵们射击，拖住了霍华德的骑兵。很快，他们差不多被包围住了。他们又撤退回了村庄。羚羊的拖延之举给了其他内兹珀斯人时间来围绕一座大草原的三个面设立防御点。这座大草原位于一个台地上。台地约有1.5英里宽，2英里长，在克利尔沃特河东侧之上。约有100名内兹珀斯人阻碍了霍华德的前进和对大草原上的据点的占领。“尽管我们在数量上胜过这些印第安人，”一名通讯记者说，“但是我们的战斗却陷入了一个极为不利的条件。红番们位于一个有着防御工事的峡谷……而我们的人不得不沿着一片开阔的、无树的大草原去接近他们。”在整个下午的大规模战斗之后，这一天以僵局结束。印第安人和士兵们都待在了他们的防线里。士兵们在饥渴之中渡过了晚上，而战线内的内兹珀斯人却得到了他们后方的村庄里的女人们的补给。
到了7月12日早晨，霍华德的整支军队都面对着大草原上的内兹珀斯人。他将泉水边的内兹珀斯人赶走，让他的士兵能够得到水和食物。霍华德准备令马库斯·米勒（Marcus Miller）上尉和他的营攻击内兹珀斯人的左翼。意想不到的是，一支由120头骡子组成的运输队列带着给霍华德的补给出现在了战场上。米勒向前移动以保护这支运输队列，并且他利用他的有利位置优势，突然地命令了对内兹珀斯人冲锋。内兹珀斯人撤退并且随着霍华德的士兵全体沿着他的战线前进并进入了河流附近的村庄，内兹珀斯人很快就进入了全面溃逃。内兹珀斯男人们带着他们的妇女和儿童以及他们能够收集到的尽量多的财物，渡过了克利尔沃特河。霍华德婉拒了继续追击河对岸的印第安人。战役结束。

## 战后
战后次日，霍华德将军向北追了内兹珀斯人约12英里远，来到了卡米艾村。在这里，他见到了内兹珀斯人正在渡过克利尔沃特河。霍华德催促他的军队向前，但是已经太迟。一名骑兵受伤。在7月15日，霍华德收到了令人吃惊的消息：山雷和他的群体想要投降，而玻璃镜、白鸟及羚羊则计划继续向东到11月。不过，山雷在次日未能成功现身来投降，但35名内兹珀斯人，包括14名男子，前来投降了。他们令美军坚信了内兹珀斯人的战力正在瓦解。霍华德了解到，内兹珀斯人已经将他们的营地迁到了韦普大草原，距霍华德的所在处约有15英里远。霍华德动身去搜寻他们。由于霍华德的缓慢而细心的行动，内兹珀斯人称他为“后天将军”。
在克利尔沃特战役的最后几个小时和接下来的几天里，内兹珀斯人看起来似乎经历了一场领导权危机。山雷绝不是他们的无可争辩的首领。内兹珀斯人中有五个不同的群体和五位首领，而每位勇士将他们自己战斗的权利保留给他们自己。他们凭自己的意愿而战，在自己想战斗的时候而战。山雷（有可能还有他的兄弟阿蛙）显然因为反对离开爱达荷和他们传统的土地而进行了争论。不过，白鸟、玻璃镜，以及羚羊在争论中获胜，而内兹珀斯人决定沿着高低不平的洛洛小道到达洛洛通道和蒙大拿。玻璃镜在蒙大拿有许多朋友，并且他并不了解也许爱达荷和蒙大拿是同一个国家的两块国土，因此他争论说，一旦到了蒙大拿，内兹珀斯人就会安全。
具有讽刺意味的是，72年前，内兹珀斯人曾在韦普大草原友好地迎接过饿得半死的刘易斯与克拉克远征队。克拉克还据说和一个内兹珀斯人妻子生了一个儿子，而那个儿子，现在是一位年长者，他正跟随着山雷。

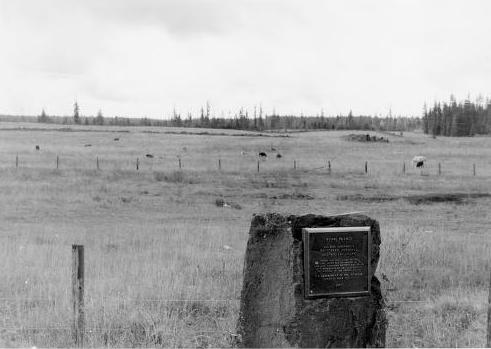
韦普大草原。1805年内兹珀斯人在此与刘易斯和克拉克会面，1877年山雷酋长在穿越洛洛通道前在此扎营。

听说到了内兹珀斯人正在离开韦普大草原，霍华德在7月17日从卡米艾派出了一支强大的军队去弄清内兹珀斯人正在往哪个方向赶路。埃德温·C·梅森（Edwin C. Mason）少校以及平民志愿兵的爱德华·麦康维尔“上校”，率领了这支骑兵军队，以及平民志愿兵们和若干名内兹珀斯人侦察兵。山雷的内兹珀斯人伏击了这些侦察兵，杀了2人，伤了1人。梅森折返回去，不过他已经了解到了内兹珀斯人正在向洛洛小道行进。内兹珀斯人在7月18日进行了他们在爱达荷的最后一次突袭，在卡米艾偷得了几百匹马。
在7月16日，内兹珀斯人的主体沿着难以行走的洛洛小道，穿越了120英里（200公里）的无人居住的群山，离开了韦普大草原。他们总人口约750人，马匹有2000匹，还有几百条狗。这些一共排成了一条几英里长的纵列。带着相对轻松的心情，他们完成了这场艰难的通行。在7月25日，他们重新显露在了洛洛通道的蒙大拿一侧。很快，他们将再次偶遇到美军。在内兹珀斯人踏上了洛洛小道之后，霍华德带着700名士兵在7月30日动身。因为他事先发了电报，所以士兵们在蒙大拿边境另一边不远处的白忙堡等待起了内兹珀斯人。约翰·吉本上校将会在比格霍尔战役中拦截内兹珀斯人。

## 原始资料
- Dillon, Richard H. North American Indian Wars (1983)
- Greene, Jerome A. Nez Perce Summer, 1877 (2000)